# بازگشت (فیلم ۱۹۵۳)
بازگشت (آلمانی: Komm zurück) یک فیلم در ژانر درام به کارگردانی آلفرد براون است که در سال ۱۹۵۳ منتشر شد. از بازیگران آن می‌توان به وینی مارکوس، رودولف پرک و هانس اشتووه اشاره کرد.